# Teck de Birmanie

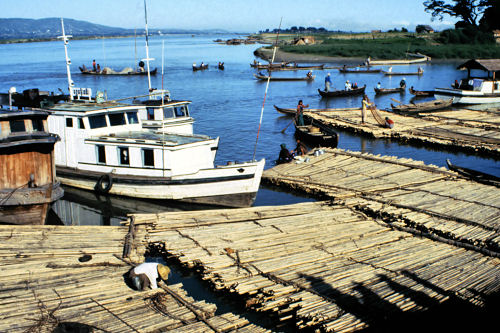
Grumes de teck flotées sur la rivière Irrawaddy

Le teck (généralement Tectona grandis) est un arbre à bois dur originaire d'une grande partie de l'Asie du Sud et du Sud-Est, y compris le Myanmar (ou Birmanie). En raison de sa durabilité reconnue, le teck est recherché pour une variété d'utilisations, notamment la fabrication de meubles et la construction navale. Le teck pousse dans une grande partie de la Birmanie, mais il a d'abord été exploité dans la région de Tenasserim (maintenant Tanintharyi) au sud-est de la Birmanie sur la péninsule malaise. Utilisé depuis longtemps par les habitants, le teck depuis la Colonisation britannique est devenu une importante source de devise pour l'économie du Myanmar, et constitue aujourd'hui un problème politique .
Les exportations de l'industrie du bois du Myanmar sont dominées par le teck, bien que de nombreuses autres espèces soient récoltées dans les forêts naturelles du pays, aussi dans les plantations forestières. Ces espèces comprennent Pyinkado (Xylia dolabriformis, Xylia kerri), Padauk (Pterocarpus macrocarpus), Htauk kyant (Terminalia tomentosa); et deux espèces de plantation, l'arbre à caoutchouc (Hevea brasiliensis) et Gmelina (Gmelina arborea).
La superficie totale des forêts de teck au Myanmar a été estimée à environ 16,5 millions d'hectares.
Globalement les disponibilités en teck diminuent mais le Myanmar est le plus gros exportateur: chaque année, 550 000 m3 de bois rond sont récoltés dans les forêts décidues naturelles de mousson. Les exportations du Myanmar se font de manière limitée, notamment vers les Pays-Bas et vers des scieries spécialisées à Singapour et à Hong Kong. La plupart des bois sont exportés depuis le port de Yangon.

Le teck a été l'une des principales raisons pour lesquelles les Britanniques ont voulu la Birmanie, et la politique commerciale britannique du teck ne sera  pas étrangère au revendications nationalistes karens. Les Karens qui vivaient dans les forêts de teck, et les Karen maîtres éléphants, étaient le rouage économique de l'exploitation britannique du teck,. 

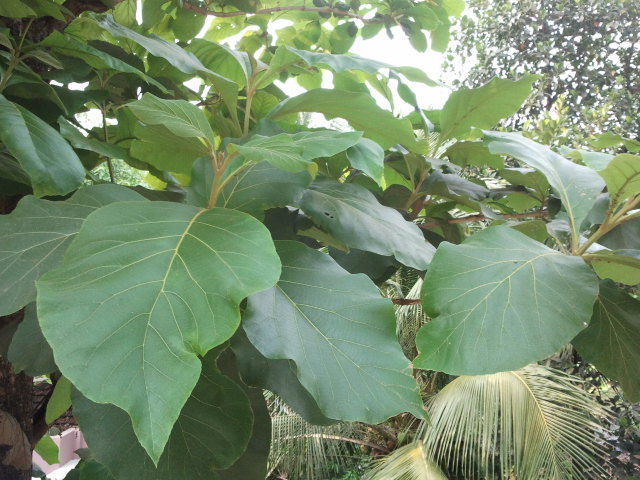
Feuilles de Tectona grandis

## Écologie
Le teck est originaire d'une grande partie du Myanmar, du Laos, de la Thaïlande et de certaines régions de l'Inde. Au Myanmar, il se trouve naturellement dans les zones situées entre les lignes de latitude 25° 30'N et 10°N. Le teck pousse principalement dans les zones montagneuses de moins de 900 mètres d'altitude. Dans ce pays, le teck est le plus commun dans les forêts mixtes de feuillus ainsi que dans les forêts sempervirentes et semi-sempervirentes. Au sud du Myanmar, d'importantes forêts de teck existaient dans les collines de Pegou  et Tenasserim. Les autres zones notables de croissance du teck comprennent les montagnes Arakan à l'ouest du pays et les collines Shan à l'est.
Alors que le teck est encore abondant dans beaucoup de ces endroits, les forêts indigènes ont été considérablement menacées à la fin du XXe siècle. Dans les années 1990, l'État du Myanmar a tenté d'augmenter ses revenus en coupant plus de teck. Cette légère augmentation de l'exploitation forestière a accru la déforestation dans tout le pays, les collines de Pegou particulièrement touchées.

## Histoire

### Début de la domination coloniale
Au XIXe siècle, l'Empire britannique était la plus grande puissance navale au monde et le teck faisait partie de ces matériaux indispensables dans l'entretien d'une marine qui était principalement construite en bois. Après la Première guerre anglo-birmane (en) en 1826, la Grande-Bretagne trouve sur le territoire birman nouvellement conquis une large source d'approvisionnement en teck. Cependant, l'exploitation de cette ressource va s'avérer être un casse-tête. Le gouvernement britannique qui détient un monopole sur le teck birman, décide en 1829 de l'ouvrir à l'industrie privée. Cette décision aurait été prise pour assurer la récolte et la vente de suffisamment de bois, mais il s'agissait en réalité d'une cession par le gouvernement à des marchands de bois bien connectés. Des entrepreneurs de tous types affluent à Tenasserim pour faire fortune dans le teck. Le gouvernement impose peu de règles à ces bûcherons qui en 1841 avaient épuisé la majorité des stocks de teck de la région. En réponse à cette surexploitation imprudente, les dirigeants coloniaux de Birmanie choisirent de prendre un contrôle plus direct sur l'exploitation du teck. Le gouvernement colonial britannique désormais n'adopterait plus dans la gestion du teck, cette approche de laisser-faire.

### Réformer l'exploitation du teck
En 1841, un premier surintendant des forêts pour Tenasserim a été nommé. Cette nomination a représenté un changement par rapport à l'exploitation aveugle qui avait précédé. D'autres zones avec d'importantes réserves de teck, comme les collines de Pegou (aujourd'hui Bago), ont été placées sous le contrôle du gouvernement britannique. Cependant, même si sur le papier, le gouvernement britannique était propriétaire des terres sur lesquelles le teck était situé, il ne les contrôlait pas nécessairement. Prendre le contrôle de cette terre convenait parfaitement à une méthode particulière de culture du teck. Cette méthode était la culture itinérante ou taungya. Le taungya est la pratique consistant à retirer le teck des étendues de forêt, à brûler le reste, à planter du teck et d'autres cultures à leur place et à entretenir l'ensemble jusqu'à ce que le teck soit suffisamment mature pour pousser seul, auquel cas une autre section de forêt pouvait être démarrée. Cette pratique signifiait que les ouvriers qui plantaient du teck et des cultures entretenues étaient étroitement liés aux autorités coloniales britanniques, dont ils percevaient des salaires. En plus de créer une présence britannique dans la vie des habitants, la taungya a été rapidement adoptée car elle était moins chère que la création de plantations de teck.

### Résistance des Karen
Les premiers efforts pour introduire la taungya dans les productions birmanes de teck ont commencé dans les collines de Pegou, entre les rivières Irrawaddy et Sittaung, dans le centre de la Birmanie. Les personnes que les Britanniques imaginaient appliquer leur système taungya de culture du teck étaient le groupe ethnique des Karens, qui avait résidé dans la région pendant des générations sans être intégré dans la culture birmane des plaines. Éviter la plaine est depuis longtemps la clé de l'identité et de la survie du peuple Karen. Certains, comme le politologue James C. Scott, soutiennent que la civilisation Karen a été soigneusement organisée dans le but de réduire l'influence de l'empire dominant de l'époque, qu'il soit birman ou britannique. Cette tendance signifiait souvent que les Karens choisissaient de vivre dans des zones de montagne où ils étaient hors de portée immédiate de ces États. Compte tenu de cet héritage, de nombreux Karen vivant dans les collines de Pegou étaient réticents à s'intégrer dans le système de taungya conçu par les Britanniques. En plus de s'y opposer pour le pouvoir politique qu'il donne aux Britanniques, ils ont trouvé la pratique d'une forme d'agriculture étrangère à la pratique de leurs prédécesseurs culturellement menaçante.
Alors que le système taungya, consistant à cultiver simultanément du teck et d'autres cultures, était adopté par les Britanniques, la culture itinérante était et est restée la norme en Birmanie. En raison de ses racines précoloniales et des inefficacités perçues, elle est souvent qualifiée d'arriérée. Cependant, certains chercheurs trouvent cette évaluation biaisée étant donné l'indépendance politique qu'elle a donné à ses pratiquants . Bien que le système taungya a effectivement provoqué la culture itinérante, il a couru à l' encontre des objectifs des Karens. Les premières étapes de l'exploitation forestière et du brûlage signifiaient la destruction de la forêt indigène. La forêt, ainsi que les collines, ont naturellement isolé les Karens du reste de la Birmanie. Le Taungya signifiait également que les Britanniques ou leurs agents retourneraient dans les zones précédemment coupées après quelques années pour récolter le teck nouvellement planté. Cette augmentation du trafic sur leur territoire aurait également un impact sur leur statut d'isolement. Étant donné leur suspicion à l'égard des États des plaines dont ils étaient isolés, y compris les Britanniques, les Karen étaient réticents à perdre cette protection.

### Mise en œuvre de Taungya
Parce que les Karen étaient plus intéressés à maintenir leur indépendance qu'à s'unir économiquement aux Britanniques, la mise en œuvre du Taungya nécessitait le recours à la force. Le gouvernement britannique a mis en avant que les Karen n'avaient aucun titre légal sur les terres qu'ils occupaient depuis des générations. Les étendues de teck dans les collines de Pegou étaient une propriété d'État prononcée. Le gouvernement a également interdit de brûler ou d'endommager les tecks dans ces forêts. Cette loi a effectivement criminalisé les pratiques agricoles traditionnelles karen. En raison de la large distribution de teck dans les collines de Pegou, presque tout endroit qu'un agriculteur karen pourrait choisir de défricher contiendrait des arbres. Le gouvernement britannique se trouvait désormais en mesure d'amender ou de poursuivre la plupart des habitants de la région. Cependant, les nouvelles lois étaient difficiles à appliquer. Les ruptures étaient monnaie courante et le système de justice pénale britannique était sous-financé et inefficace. Il a fallu attendre 1869 pour qu'une action concrète et réussie soit mise en œuvre pour mettre en œuvre le taungya. À ce stade, le gouvernement colonial, fatigué de la résistance karen, a commencé à conclure des accords avec les villages en leur promettant des parcelles de terre pour une culture permanente en échange de leur travail dans le système taungya. Cet arrangement était une concession majeure pour les villageois Karen car il impliquait d'abandonner la culture itinérante qu'ils avaient traditionnellement pratiquée.

### Transition de à Taungya vers les systèmes de sélection du Myanmar
Presque directement sur les talons du taungya est venue une autre forme d'exploitation du teck. Ce système, qui a fini par être connu sous le nom de Myanmar Selection System, a réduit la dépendance locale de l'Empire britannique à l'égard du peuple Karen. Cette méthode consistait à diviser une superficie de forêt en trente sections d'une superficie à peu près égale, dont une est exploitée tous les trente ans. Cependant, pour mettre ce système en place, le gouvernement colonial avait besoin d'un plus grand contrôle de la forêt que ce qu'impliquait le système taungya. Pour ce faire, en 1870, le gouvernement britannique a créé la première enceinte qui empêchait les indigènes de couper du teck et d'autres bois. Sans que les habitants n'interfèrent avec le teck et d'autres bois, le gouvernement était libre d'adopter de nouvelles politiques forestières. En 1879, il avait réservé 1 410 milles carrés de forêt.
Entre les années 1870 et les années 1930, le système taungya est devenu de moins en moins pris en charge comme méthode de récolte du teck. En 1885, l'Empire britannique remporte la troisième guerre anglo-birmane et prend le contrôle de la Haute-Birmanie. Le contrôle de cette région a permis à l'Empire d'accéder à un approvisionnement encore plus important en teck. Cependant, la taungya n'était pas la manière la plus efficace d'exploiter cette nouvelle prise. La majeure partie de la Haute-Birmanie était isolée et le Département britannique des forêts n'avait pas les ressources nécessaires pour administrer les systèmes de taungya dans la région. Au lieu de cela, le gouvernement a sélectivement abattu du teck sans fournir d'emploi continu aux habitants. Le Taungya a également souffert dans les collines de Pegou. À mesure que les Britanniques renforçaient leur contrôle sur la Birmanie, ils dépendaient de moins en moins de la coopération du peuple Karen pour conserver leur pouvoir. Par conséquent, ils ont pu offrir des conditions moins avantageuses aux pratiquants de taungya. Au fil du temps, cela a entraîné une baisse de son utilisation chez les Karen dans les collines de Pegou.

### Conséquences pour le peuple Karen
Alors que le peuple Karen des collines de Pegou n'avait initialement pas voulu adopter le système taungya, la multiplication des clôtures et des accords avec les autorités coloniales britanniques signifiait que dans les années 1890, la plupart des Karen n'avaient d'autre choix que de s'adapter. Ces mêmes personnes se sont senties laissées de côté lorsque le gouvernement britannique a commencé à se concentrer sur des méthodes d'extraction de teck moins chères et moins exigeantes en Haute-Birmanie. Les Karen, qui avaient adhéré au système taungya, se sont sentis épuisés lorsqu'ils n'ont plus pu compter sur le gouvernement pour les payer pour leur conformité. Ceux qui avaient évité d'adopter le système et poursuivi la culture itinérante ont constaté que la plupart étaient en culture permanente, ou en taungya. Ces sentiments ont été exacerbés lorsque le taungya a été progressivement supprimé en 1935.

### Privatisation de l'exploitation du teck
Au XXe siècle, le secteur privé, découragée depuis la catastrophe de la région de Tenasserim, a pu reprendre le commerce du teck. Plusieurs sociétés, dont la plus importante était la Bombay Burmah Trading Corporation britannique ont loué des forêts de teck au gouvernement britannique et les ont abattues à l'aide du Myanmar Selection System. Ces nouvelles entreprises ont coupé le teck à un rythme beaucoup plus important que le gouvernement l'avait fait au XIXe siècle, rythme encore accéléré après la Première Guerre mondiale . De nombreux marchands de bois européens ont pu influer sur la politique du Département des forêts, qui a écarté les indigènes Birmans, qui n'avaient pas les mêmes connexions. Le ministère britannique des Forêts a également octroyé de préférence des contrats à des commerçants et à des entreprises européennes. Cela signifiait que la plupart des baux de teck en Birmanie ont été vendus à des étrangers. 

### Réponse du peuple birman
Il y a eu une forte poussée birmane contre l'exploitation internationale du teck et ses effets négatifs sur les habitants. En témoignent plusieurs tentatives infructueuses de politiciens birmans de modifier la politique forestière britannique en ce qui concerne le teck et les autres bois. L'un des effets des politiques d'enceinte que le Forestry Department avait adoptées était que les villageois locaux n'étaient plus autorisés à couper gratuitement leur propre bois de chauffage, comme ils le faisaient depuis des générations. Des politiciens nationalistes birmans ont tenté de convaincre le Conseil législatif colonial de Birmanie d'étendre les droits des habitants à la gratuité des produits forestiers en 1926. Cet effort a cependant été rejeté.
En 1937, en vertu de la loi sur le gouvernement de la Birmanie, la Birmanie a été administrativement séparée de la colonie de l'Inde. Bien que cela pouvait théoriquement donner au peuple birman une capacité plus grande à se gouverner, les pouvoirs qu'ils ont acquis étaient limités. La Birmanie est devenue plus représentée dans le service forestier, officiellement à prédominance européenne, en représentant environ un quart en 1942. Les Birmans indigènes ont pris plus de contrôle sur le Forest Service pendant l'occupation japonaise, car tous les responsables britanniques ont été forcés de fuir le pays.

### Indépendance
Depuis que la Birmanie a accédé à l'indépendance en 1948, le teck a été une ressource économique majeure pour tous ses gouvernements. Cependant, il a fallu un certain temps au gouvernement pour atteindre le type de contrôle du commerce du teck que l'État colonial britannique possédait. La Seconde Guerre mondiale et ses conséquences ont laissé le nouveau gouvernement birman avec peu de contrôle sur une grande partie de son territoire ou de ses forêts. Cependant, en raison de la nature lucrative du commerce du teck, le Département des forêts du Premier ministre U Nu a recommencé à couper le teck aussi tôt que possible.

### Règles communistes et nationalisation
Pendant les années de domination communiste en Birmanie, le teck était une partie importante de l'économie. La nationalisation du bois en Birmanie a conduit à la création d'un nouveau State Timber Board, contrôlé par Ne Win, le chef de l'État communiste birman. Alors que d'autres industries ont diminué au cours de cette période, le commerce du teck a été l'une des seules principales sources de financement pour le gouvernement. Au début des années 1980, un tiers des recettes d'exportation nationales provenaient du teck. Pour compenser la baisse des exportations de riz, le State Timber Board a encouragé une augmentation considérable de la production de teck. Cette nouvelle demande a conduit à des pratiques d'extraction destructrices dans des zones facilement accessibles, comme les collines du sud de Pegou. La Birmanie est devenue encore plus dépendante du commerce du teck après que le Conseil d’État pour la restauration de la loi et de l’ordre a pris le pouvoir de Ne Win en 1988. Ayant besoin d'argent pour acheter du matériel militaire en cas de nouveaux soulèvements comme celui qui a conduit à la déposition de Ne Win, le gouvernement n'avait d'autre choix que de couper de plus en plus de teck. La fréquence des coupes dans le Myanmar Selection System a augmenté et avec elle les taux de dégradation des forêts et de déforestation.

### Concessions forestières thaïlandaises et KNU
La Thaïlande voisine n'avait pas été réglementée pour l'extraction du teck aussi vigoureusement que la Birmanie ou ses dirigeants britanniques et, en 1988, elle souffrait d'une déforestation majeure. Les entreprises thaïlandaises du bois n'avaient plus de sources de teck dans leur propre pays et avaient besoin de nouvelles ressources à exploiter pour rester viables. L'État du Myanmar a répondu en leur vendant la permission de se connecter sur le territoire contrôlé par la militante Karen National Union (KNU). La KNU était un antagoniste de longue date de l'État de Myanma qui avait pu prospérer en raison de son emplacement inaccessible près de la frontière thaïlandaise, ainsi que de ses liens avec la contrebande transfrontalière. L'exploitation forestière thaïlandaise et l'infrastructure qu'elle apporterait à la région ont considérablement réduit l'avantage stratégique de la KNU. En plus d'affaiblir la KNU, les bûcherons thaïlandais ont également reproduit la déforestation et les dommages écologiques qu'ils avaient causés dans leur propre pays.

### Le teck auXXIesiècle
Le processus de démocratisation au Myanmar a également entraîné des réformes dans l'industrie forestière. Afin de préserver les forêts existantes de l'exploitation forestière endémique des années 1990, le gouvernement a interdit l'exportation des lois sur le bois brut en 2014 . Étant donné que la grande majorité du teck du Myanmar a été vendu dans ce format, cette action équivaut en grande partie à une interdiction des exportations de teck. Cependant, même l'interdiction n'a pas totalement réussi à empêcher la dégradation des forêts. Des bûcherons illégaux, pour la plupart chinois, ont continué de couper du teck dans des régions reculées de l'État de Kachin, près de la frontière chinoise. Le gouvernement de Myanma a tenté de décourager cette pratique en infligeant des sanctions draconiennes aux bûcherons capturés. En 2015, 153 bûcherons chinois ont été condamnés à perpétuité pour exploitation illégale.

## Vocabulaire
- Shinbin, dhinbeam, etc. — terme dans le commerce du teck birman; apparemment d'origine birmane; La première monosyllabe (shin) signifie « assembler côte à côte », et la seconde byān, « planche », le mot composé désigne en birman une planche épaisse utilisée dans la construction du côté d'un navire, un bordage. La planche est fendue à partir de bois vert et non sciée[49].

## Sources
- (en) Raymond L. Bryant, The Political Ecology of Forestry in Burma: 1824 - 1994, Honolulu, University of Hawai`i Press, 1997.
- (en) Raymond L. Bryant, « Shifting the Cultivator: The Politics of Teak Regeneration in Colonial Burma », Modern Asian Studies, vol. 28, no 2,‎ 1994, p. 225–250 (lire en ligne).
- Gyi, Ko Ko and Tint, Kyaw. 1995. Management status of natural teak forests. In: Teak for the Future - Proceedings of the Second Regional Seminar on Teak, Yangon, Myanmar, 29 May - 3 June 1995. Bangkok, Thailand: FAO Regional Office for Asia and the Pacific (RAP).
- Mon, Myat Su, Nobuya Mizoue, Naing Zaw Htun, Tsuyoshi Kajisa, and Shigejiro Yoshida. Factors Affecting Deforestation and Forest Degradation in Selectively Logged Production Forest: A Case Study in Myanmar. Forest Ecology and Management, 267 (March 1, 2012): 190–98, 191